# Supercoppa BNXT
La Supercoppa BNXT, o BNXT Supercup, è l'annuale supercoppa per club di pallacanestro organizzata dalla BNXT League, il massimo campionato professionistico in Belgio e nei Paesi Bassi.
Si tratta una manifestazione curata dalla ULEB che vede partecipare i campioni olandesi e i campioni del Belgio della stagione antecedente di BNXT League.

## Storia
L'11 settembre 2021, l'assemblea della BNXT League decise di organizzare la prima Supercoppa BNXT, con due partecipanti: i campioni di Belgio e Olanda in carica.

## Albo d'oro
| Stagione | Sede             | Vincitore | Risultato | Finalista        |
| -------- | ---------------- | --------- | --------- | ---------------- |
| 2021     | 's-Hertogenbosch | Ostenda   | 90 - 68   | Leida            |
| 2022     | Ostenda          | Ostenda   | 90 - 82   | Heroes Den Bosch |
| 2023     | Leida            | Ostenda   | 89 - 59   | Leida            |

## Vittorie per club
| Club    | Titolo | Città   | Anno             |
| ------- | ------ | ------- | ---------------- |
| Ostenda | 3      | Ostenda | 2021, 2022, 2023 |

## Record
I giocatori che detengono il numero maggiore di edizioni vinte sono:
| Nome                  | Club        | Vittorie | Anni             |
| --------------------- | ----------- | -------- | ---------------- |
| Servaas Buysschaert   | Ostenda (3) | 3        | 2021, 2022, 2023 |
| Simon Buysse          | Ostenda (3) | 3        | 2021, 2022, 2023 |
| Pierre-Antoine Gillet | Ostenda (3) | 3        | 2021, 2022, 2023 |
| Xander Pintelon       | Ostenda (3) | 3        | 2021, 2022, 2023 |

L'allenatore che detiene il numero maggiore di edizioni vinte è:
| Nome            | Club        | Vittorie | Anni             |
| --------------- | ----------- | -------- | ---------------- |
| / Dario Gjergja | Ostenda (3) | 3        | 2021, 2022, 2023 |